# Filipinmulciber breuningi
Filipinmulciber breuningi là một loài bọ cánh cứng trong họ Cerambycidae.